# M/S Värmdö
M/S Värmdö är ett dieseldrivet fartyg i Waxholmsbolagets flotta. Det är byggt i lättmetall. Systerfartygen heter M/S Vaxö, M/S Viberö, M/S Vånö och M/S Väddö.

## Galleri

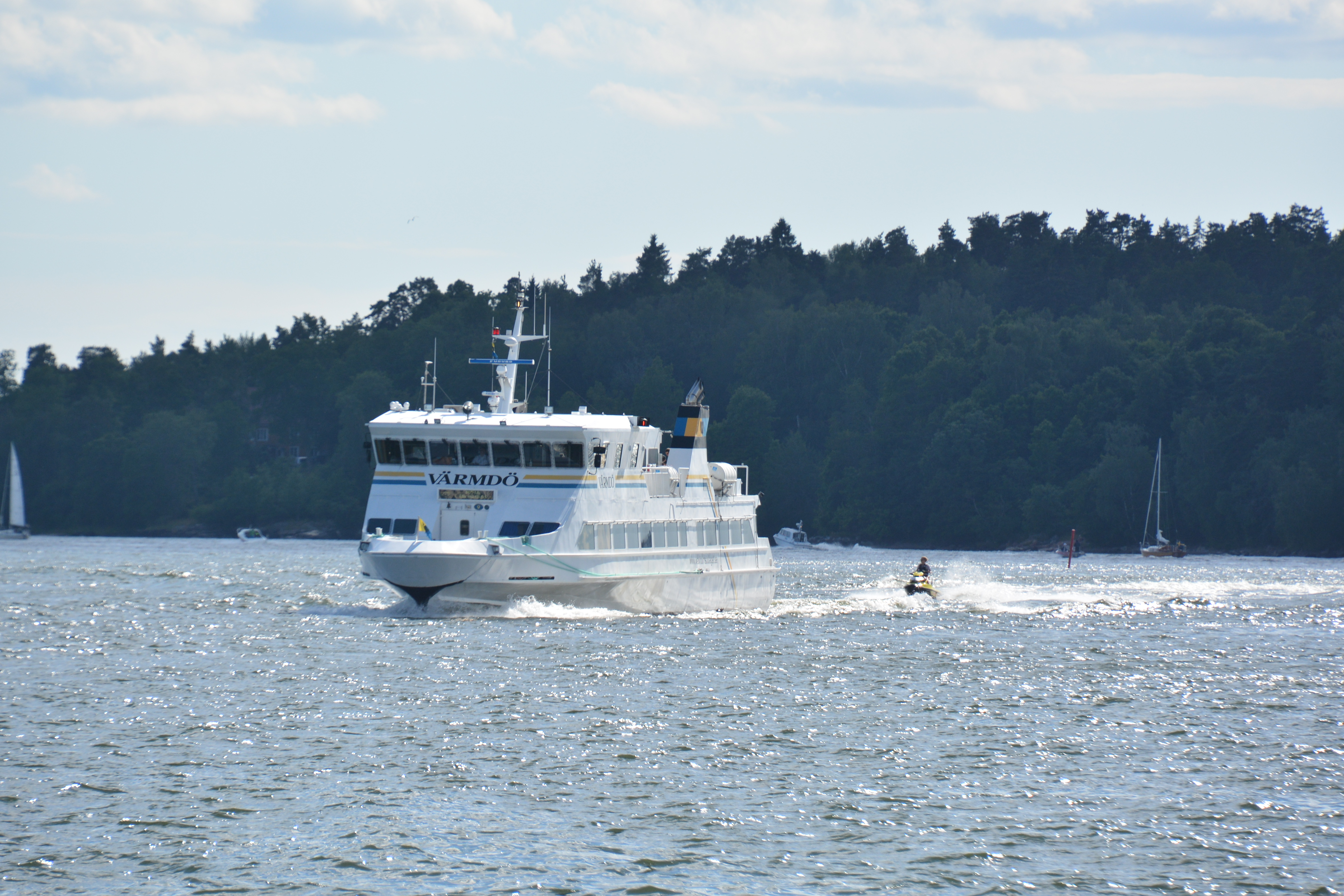
M/s Värmdö ankommer Vaxholm

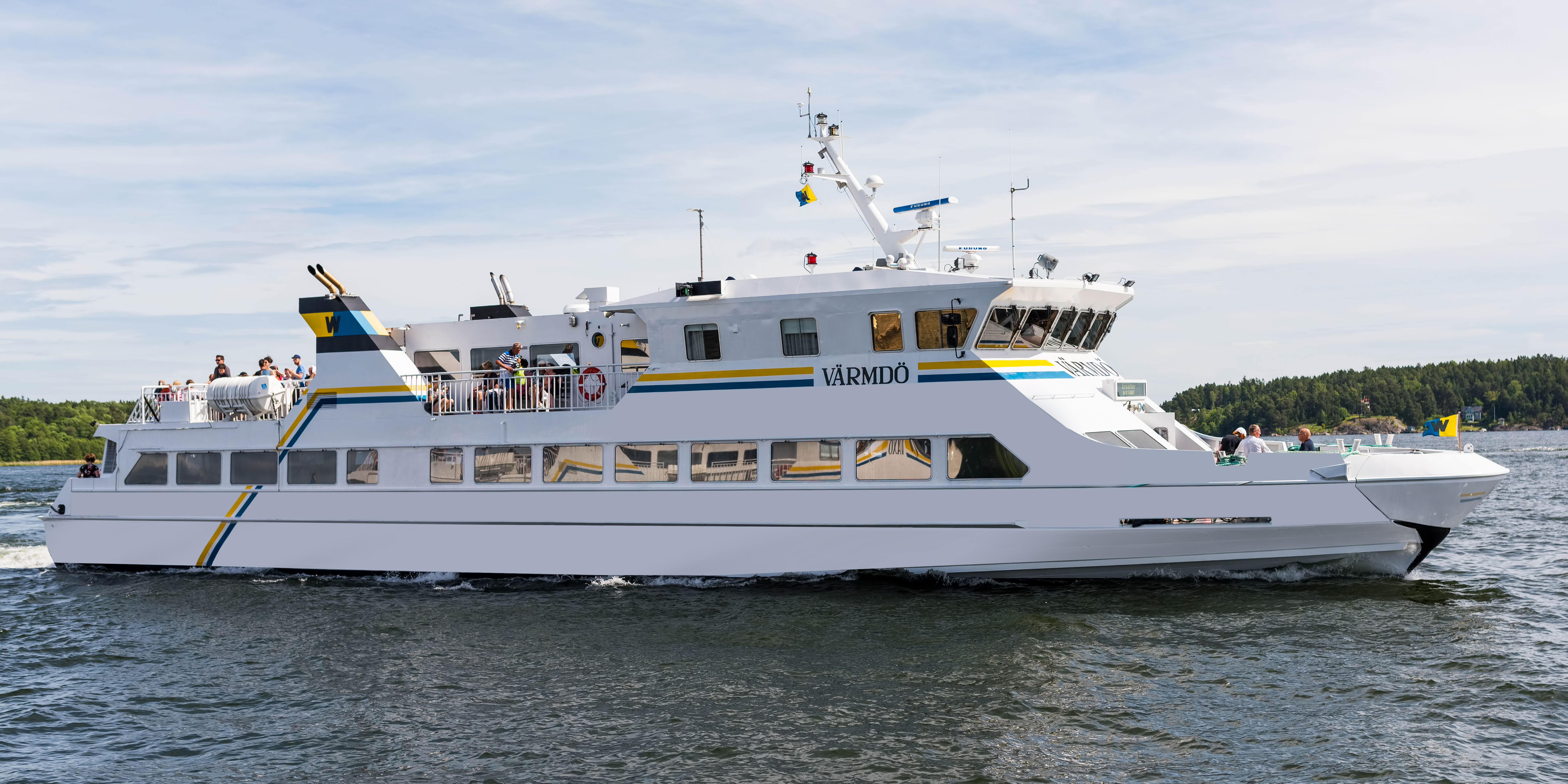
M/s Värmdö utanför Vaxholm

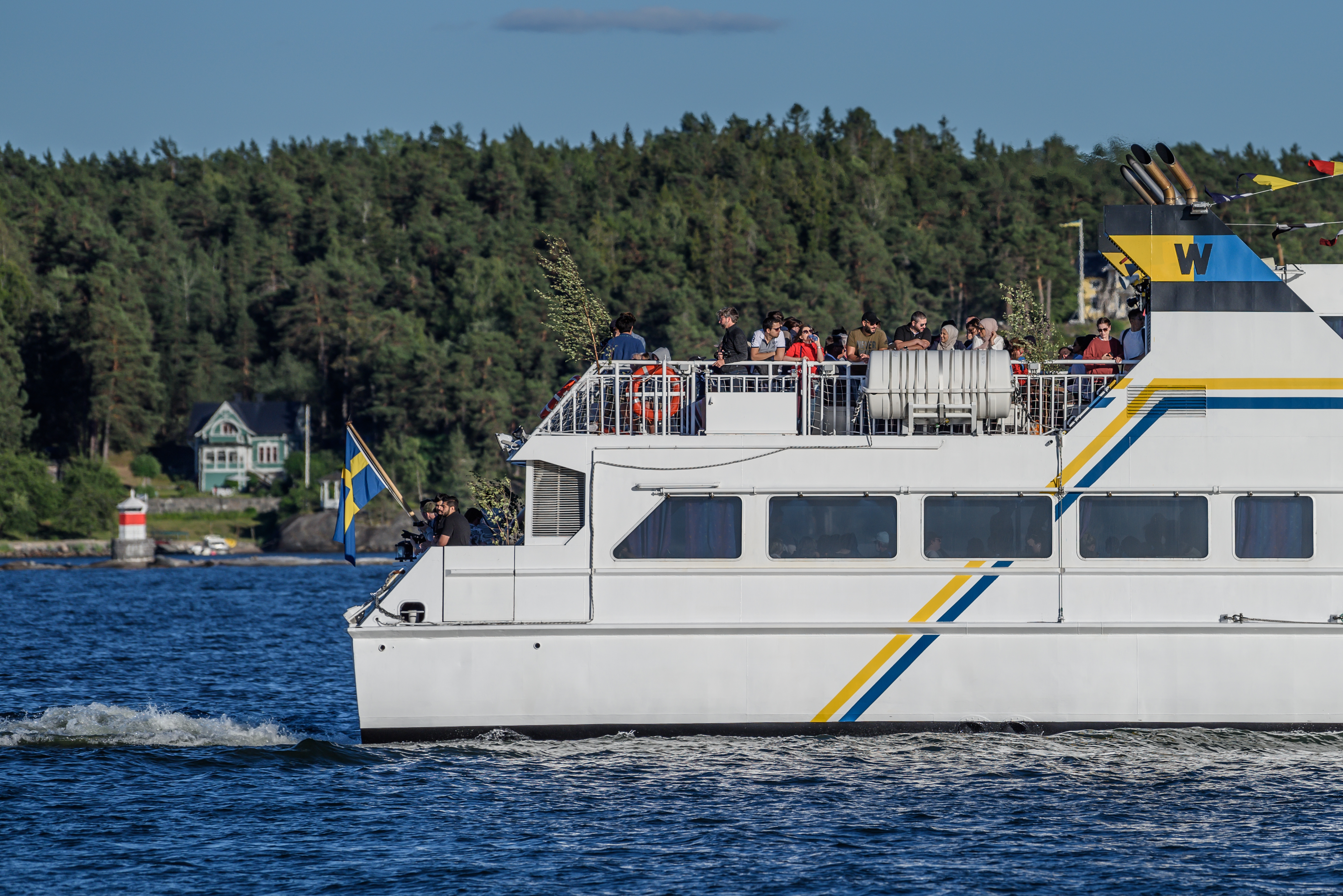
M/s Värmdö lämnar Vaxholm